# Municipio de Crooked Creek (condado de Jasper)
El municipio de Crooked Creek (en inglés: Crooked Creek Township) es un municipio ubicado en el condado de Jasper en el estado estadounidense de Illinois. En el año 2010 tenía una población de 721 habitantes y una densidad poblacional de 4,98 personas por km².

## Geografía
El municipio de Crooked Creek se encuentra ubicado en las coordenadas 39°7′19″N 88°8′16″O / 39.12194, -88.13778. Según la Oficina del Censo de los Estados Unidos, el municipio tiene una superficie total de 144.8 km², de la cual 144,8 km² corresponden a tierra firme y (0 %) 0 km² es agua.

## Demografía
Según el censo de 2010, había 721 personas residiendo en el municipio de Crooked Creek. La densidad de población era de 4,98 hab./km². De los 721 habitantes, el municipio de Crooked Creek estaba compuesto por el 98,89 % blancos, el 0,14 % eran amerindios, el 0,14 % eran de otras razas y el 0,83 % eran de una mezcla de razas. Del total de la población el 0,69 % eran hispanos o latinos de cualquier raza.